# 達米·霍伊
威廉·埃爾斯沃斯·「達米」·霍伊（英語：William Ellsworth "Dummy" Hoy，1862年5月23日—1961年12月15日），為前美國職棒大聯盟的中外野手。生涯曾效力於國民(已解散)、野牛、布朗(今紅雀)、參議員、紅人、上校和白襪等隊。
霍伊是大聯盟史上最有成就的聾人球員，有資料稱他建立了安全與出局的手勢。此外，霍伊的跑壘能力相當出色，他也是少數29位打過四個聯盟的球員之一。他生涯累積1,006次保送，在當時僅次於比利·漢米爾頓；而他的1,796場出賽在當時也有大聯盟第8名。

## 職業生涯
霍伊在3歲時因感染腦膜炎導致聽力喪失，他在俄亥俄州立聾人學校畢業後，就一邊經營修鞋店，假日打棒球。1886年，他與威斯康辛的一支棒球隊簽下合約。1888年，他成為自Ed Dundon和Thomas Lynch後，第三位登上大聯盟的聾人選手。他在菜鳥年就繳出2成74的打擊率，並獲得69次保送。由於霍伊的身材很矮小，所以好球帶也相對較窄一些，就也讓他的上壘率高達3成86。
1889年6月19日，霍伊單場上演3次長傳本壘阻殺成功，寫下大聯盟紀錄。1890年和1891年，他分別加盟球員聯盟的野牛和美國協會的布朗兩隊。其中他在1891年獲得119次保送和跑回136分，兩項數據都是聯盟第一。接著他加盟國聯的參議員，並打了兩年。1893年12月，他被交易到紅人。
1898年，霍伊加入上校，與何那斯·華格納、弗瑞德·克拉克和Tommy Leach成為隊友。他在上校隊兩年期間分別繳出3成04與3成06的打擊率，1899年，他更是超越Mike Griffin，成為當時大聯盟史上在中外野出賽最多場的選手。1901年，霍伊跳槽到新成立的美國聯盟，並加入白襪，幫助球隊拿下聯盟冠軍。
1901年，霍伊超越Tom Brown，成為大聯盟助殺最多的外野手。1902年，他在紅人打完生涯最後一個球季。這年他一樣超越Brown，成為外野守備次數最多的選手。1903年，霍伊在小聯盟打球。他還曾在比賽中與一樣同為聾人的Dummy Taylor對決，霍伊還從Taylor手中敲出2安。
霍伊生涯累積2,048支安打、725分打點、40轟與596次盜壘成功。他在外野的出賽場次在歷史上僅次於Jimmy Ryan；生涯外野助殺數在1905年被傑西·柏基特超越；生涯中外野出賽數則在1920年被特里斯·史畢克超越。

## 生涯打擊成績
| 出賽次數 | 打席  | 打數  | 得分  | 安打  | 二安 | 三安 | 全壘打 | 打點 | 盜壘 | 保送  | 三振 | 打擊率 | 上壘率 | 長打率 | OPS  |
| -------- | ----- | ----- | ----- | ----- | ---- | ---- | ------ | ---- | ---- | ----- | ---- | ------ | ------ | ------ | ---- |
| 1,797    | 8,386 | 7,115 | 1,429 | 2,048 | 248  | 121  | 40     | 725  | 596  | 1,006 | 345  | .288   | .386   | .374   | .760 |

## 個人生活
霍伊有時被認為是建立棒球比賽中安全與出局手勢的人，不過這個說法仍有爭議。有些人認為大聯盟主審Cy Rigler才是設立手勢的人；不過也有資料聲稱大聯盟史上第一位聾人球員Ed Dundon曾在比賽中使用手勢來當作信號，主審Bill Klem也有被認為是可能的發明者。
儘管霍伊本人並未承認自己就是棒球手勢的發明者，但他在場上的表現以及部分資訊，仍讓不少人支持他入選棒球名人堂。
霍伊的妻子跟他一樣是個聾人，他們共有6個孩子，還撫養了他們的姪子。1961年世界大賽第三場，高齡99歲的霍伊受邀參加開球。當時他深受中風所苦，行動不便。不過開完球後，所有球迷都給予他熱烈的掌聲。
1961年底，霍伊以99歲高齡辭世，在當時他是最老的前大聯盟球員。而霍伊也是前美國協會和球員聯盟當中最後一位辭世的球員。

## 參看
- 美國職棒大聯盟得分排行榜
- 美國職棒大聯盟安打排行榜
- 美國職棒大聯盟三壘安打排行榜
- 美國職棒大聯盟盜壘排行榜
- 美國職棒大聯盟盜壘王

## 外部連結
- 球員資訊和成績在MLB，ESPN，Baseball-Reference，Fangraphs（英文）

| 紀錄                 | 紀錄                                           | 紀錄                  |
| -------------------- | ---------------------------------------------- | --------------------- |
| 前任： John Leighton | 最長壽的棒球選手 1956年10月31日–1961年12月15日 | 繼任： Buster Burrell |